# بين بولسين
بين بولسين (بالإنجليزية: Ben Paulsen)‏ هو لاعب كرة قاعدة أمريكي، ولد في 27 أكتوبر 1987 في بليموث في الولايات المتحدة.

## وصلات خارجية
- بين بولسين على موقع دوري كرة القاعدة الرئيسي (الإنجليزية)
- بين بولسين على موقعبيزبول رفرنس.كوم (الدوري الرئيسي) (الإنجليزية)
- بين بولسين على موقعبيزبول رفرنس.كوم (الدوري الثانوي) (الإنجليزية)
- بين بولسين على موقع إي إس بي إن.كوم (أم.أل.بي) (الإنجليزية)
- بين بولسين على موقع مشجعي الرسوم البيانية (الإنجليزية)